# Бразилия и Европейский союз
Бразилия и Европейский союз установили дипломатические отношения в 1960 году Европейский союз и Бразилия имеют тесные исторические, культурные, экономические и политические связи. На 1-м саммите ЕС-Бразилия в 2007 году Бразилия вступила в стратегическое партнерство с Европейским Союзом. Такое взаимодействие подчёркивает важность отношений с Бразилией для ЕС.

## Правовые отношения
Нынешние отношения между государствами регулируются Рамочным соглашением о сотрудничестве между ЕС и Бразилией (1992 г.), Рамочным соглашением о сотрудничестве между ЕС и общим рынком стран Южной Америки МЕРКОСУР (1995 г.) и Соглашением о научном и технологическом сотрудничестве (2004 г.). В настоящее время Европейский Союз ведёт переговоры о заключении соглашения о свободной торговле с участниками общего рынка стран Южной Америки.

## Торговля
ЕС является ведущим торговым партнером Бразилии, в 2017 году доля ЕС в общем объеме торговли Бразилии составила 18,3 %. В 2007 году импорт из Бразилии в ЕС составил 32,3 миллиарда евро, а экспорт из ЕС в Бразилию — 21,2 миллиарда евро. Бразилия экспортирует в ЕС в основном сельскохозяйственную продукцию, однако до трети всего объема составляет промышленная продукция. Экспорт ЕС в Бразилию в основном представлен производственным оборудованием, транспортом, химикатами. Бразилия имеет положительное сальдо торгового баланса с ЕС по товарному обмену; однако если учесть объем услуг, то торговый баланс Бразилии будет дефицитным. ЕС также является крупным инвестором в Бразилии, инвестиционный капитал в 2006 году составил 88 миллиардов евро что делает ЕС крупнейшим инвестором в стране.
| Торговля между ЕС и Бразилией в 2007 г. | Торговля между ЕС и Бразилией в 2007 г. | Торговля между ЕС и Бразилией в 2007 г. | Торговля между ЕС и Бразилией в 2007 г. | Торговля между ЕС и Бразилией в 2007 г. |
| Направление торговли                    | Товары                                  | Услуги                                  | Поток инвестиций                        | Накопленный объем инвестиций            |
| --------------------------------------- | --------------------------------------- | --------------------------------------- | --------------------------------------- | --------------------------------------- |
| ЕС в Бразилию                           | 21,2 млрд евро                          | 5,1 млрд евро                           | 5,1 млрд евро                           | 88 млрд евро                            |
| Бразилия в ЕС                           | 32,3 млрд евро                          | 4,6 млрд евро                           | 1,1 млрд евро                           | 10,5 млрд евро                          |

## Трансграничное сотрудничество

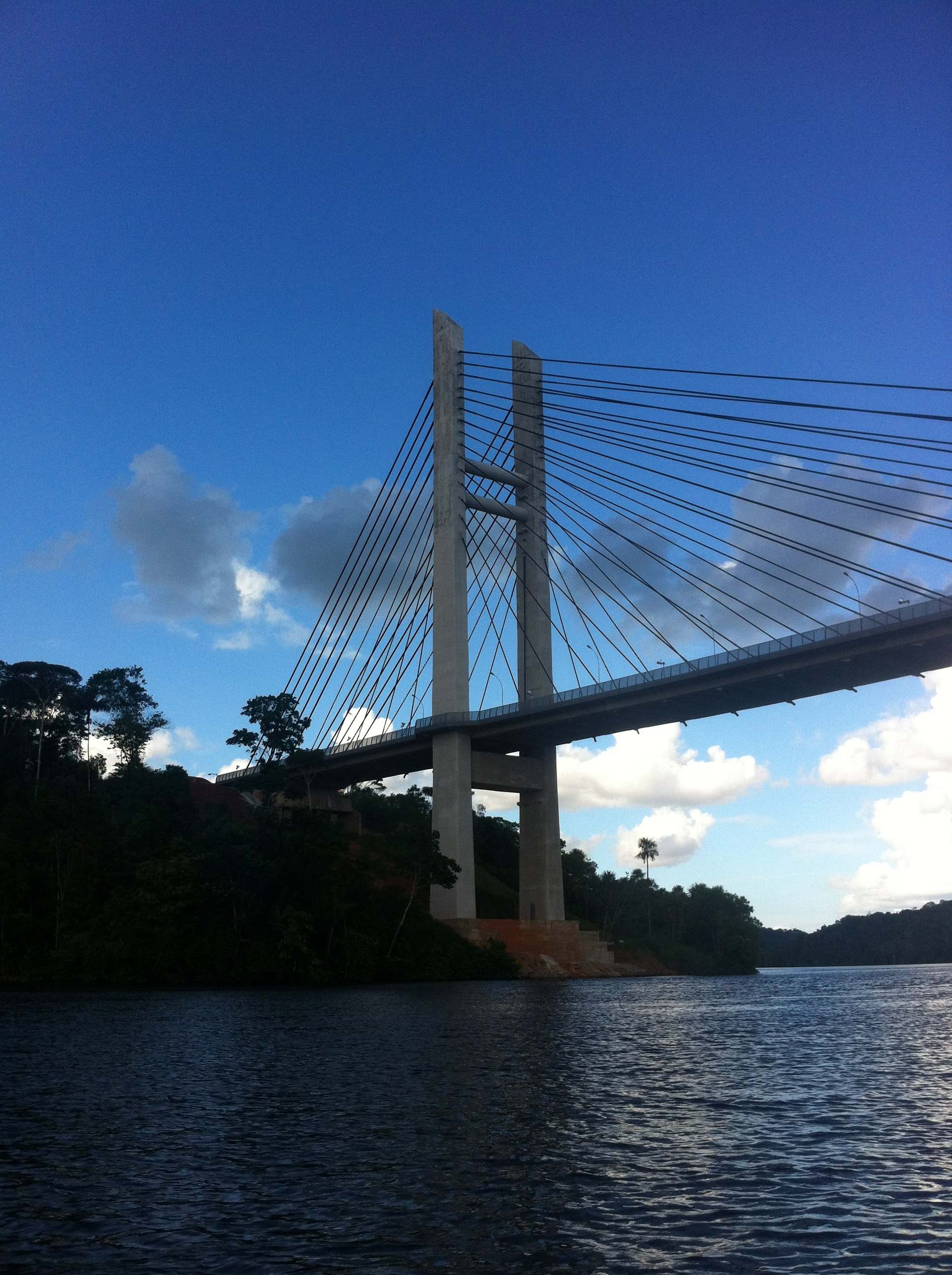
Мост через реку Ояпок

Общая граница Бразилии и ЕС имеет протяжённость 673 км (между штатом Амапа и французским заморским департаментом Французской Гвианы). Трансграничное сотрудничество между двумя странами в последнее время значительно активизировалось. Благодаря этому Французская Гвиана имеет возможность лучше интегрироваться в Южной Америке. Также сотрудничество положительном образом сказалось на взаимодействии стран по поводу возможных трансграничных рисков, способствует развитию торговли и движению рабочей силы, а также в целом развивает экономику региона, учитывая природные особенности и интересы коренного населения. По инициативе Бразилии Франция получила статус наблюдателя в Организации Договора о сотрудничестве в Амазонии. Строительство моста через реку Ояпок, решение о котором было принято во время визита президента Лулы во Францию, сделало возможным дорожное сообщение между Кайенной и Макапой. Мост был открыт в 2017 году.

## История

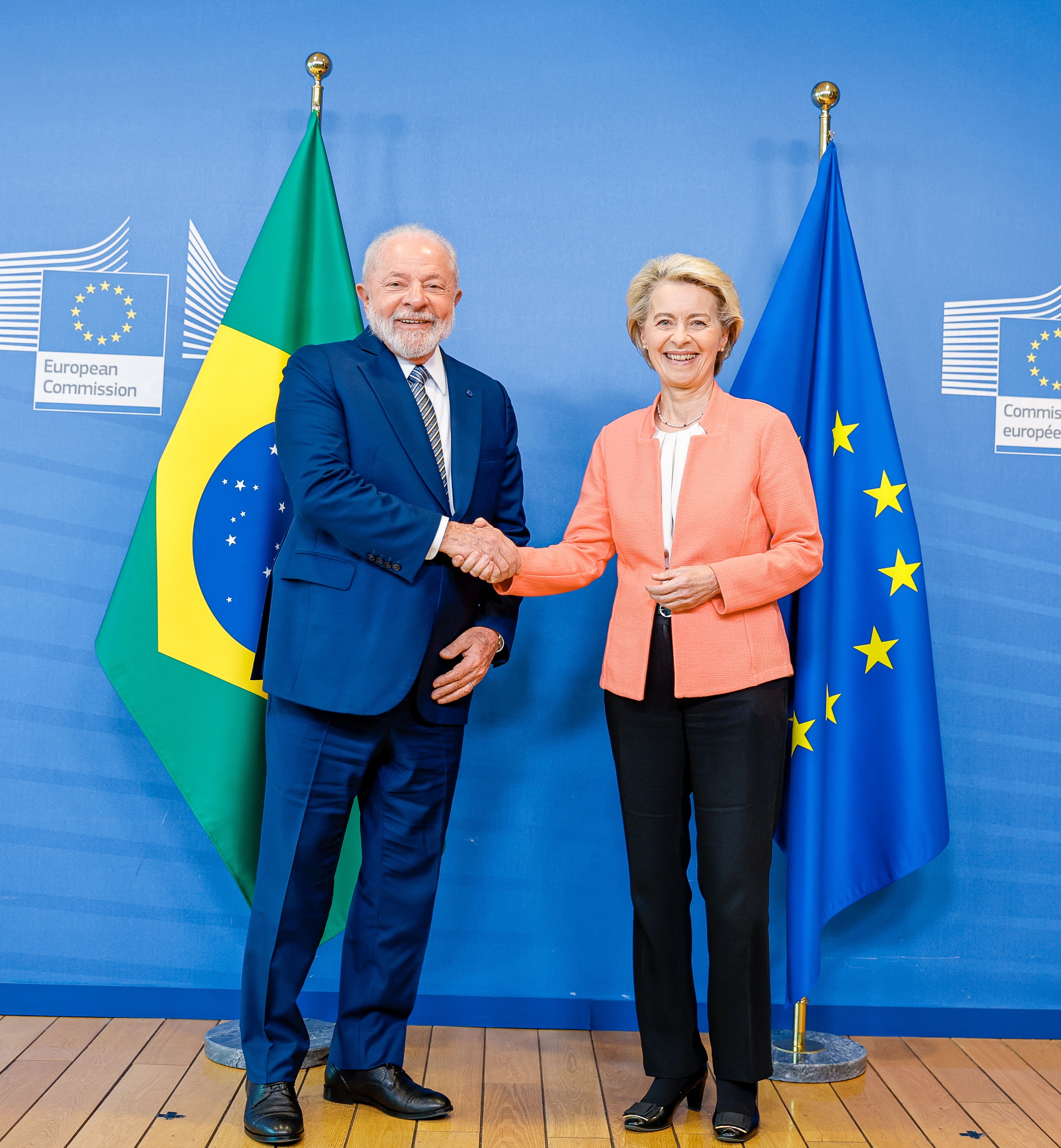
Президент Бразилии Луис Инасио Лула да Силва (слева) с председателем Европейской комиссии Урсулой фон дер Ляйен (справа)

После окончания колониального периода Бразилия сохранила хорошие отношения со всеми европейскими странами. Таким образом, Европейский Союз стал лишь новой структурой в рамках этих отношений, которые нацелены на укрепление и дальнейшее развитие долгосрочного сотрудничества между двумя регионами. Для документального оформления этих отношений на всех уровнях были заключены рамочные соглашения, начиная с Рамочного соглашения о сотрудничестве между Европейским экономическим сообществом и Бразилией в 1992 году.
4 июля 2007 года Европейский Союз под председательством Португалии и Бразилия провели 1-й саммит ЕС-Бразилия. В его ходе ЕС и Бразилия обменялись мнениями по ряду двусторонних, региональных и глобальных вопросов. Они договорились укреплять свои давние двусторонние отношения и, в частности, укреплять политический диалог на самом высоком политическом уровне. На саммите ЕС и Бразилия установили всеобъемлющее стратегическое партнерство, основанное на их тесных исторических, культурных и экономических связях.
В 2007 году Бразилия и ЕС также установили энергетическое партнёрство. Оно направлено на развитие двустороннего сотрудничества в областях, представляющих взаимный интерес, в первую очередь в области биотоплива и других возобновляемых источников энергии, низкоуглеродных энергетических технологий и повышения энергоэффективности. Это также поможет обеим сторонам работать над расширением совместных международных действий в области энергетики.
22 декабря 2008 года в Рио-де-Жанейро прошел 2-й саммит Бразилия-Европейский Союз. В нём приняли участие президент Бразилии Луис Инасиу Лула да Силва и президент Совета Европейского Союза Николя Саркози, а также президент Европейской комиссии Жозе Мануэль Баррозу и Хавьер Солана, Верховный представитель по общей внешней политике и политике безопасности. Лидеры обсудили глобальные проблемы, региональную ситуацию и укрепление отношений ЕС и Бразилии.
30 июня 2009 г. Европейский социально-экономический комитет и Бразильский совет экономического и социального развития провели 1-й круглый стол гражданского общества ЕС-Бразилия. На саммите обсуждались социальные последствия финансового кризиса, а также энергетические ресурсы и изменение климата.

## Отношения Бразилии со странами-членами ЕС
| - Австрия - Бельгия - Болгария - Греция - Германия - Венгрия | - Ирландия - Испания - Италия - Кипр - Латвия - Литва | - Люксембург - Мальта - Нидерланды - Польша - Португалия - Румыния | - Словакия - Словения - Швеция |

## Сравнение
|                     | Европейский Союз | Бразилия |
| ------------------- | --- | --- |
| Население           | 447,206,135 | 210,620,000 |
| Территория          | 4,232,147 км2 (1,6 кв. миль)                                                                                                | 8,516,000 км² |
| Плотность населения | 115/км²) | 24.66/км² |
| Столица             | Брюссель (де факто) | Бразилиа |
| Крупнейшие города   | Париж, Рим, Берлин, Варшава, Вена, Мадрид, Амстердам, Лиссабон, Стокгольм, Прага, Афины, Хельсинки, София, Никосия и другие | Сан-Паулу, Рио-де-Жанейро, Бразилиа, Порту-Алегри, Сан-Луис, Форталеза, Куритиба, Белу-Оризонти, Витория, Жуан-Песоа, Порту-Велью. |
| Правительство       | Надгосударственная парламентская демократия основанная на Договорах Европейского союза                                      | Федеральная президентская конституционная республика                                                                               |
| Первый президент    | Президент Жан Монне | Император Педру I |
| Нынешний президент  | Председатель Европейского Совета Шарль Мишель Президент Еврокомиссии Урсула фон дер Ляйен                                   | Президент Луис Инасиу Лула да Силва                                                                                                |
| Официальные языки   | Языки ЕС | Португальский |
| Номинальный ВВП     | $16.033 трлн ($35,851 на душу населения)                                                                                    | $1.37 трлн ($6,232.62 на душу населения)                                                                                           |

## Дополнительно
- Рекомендация Европейского парламента Совету от 12 марта 2009 г. о стратегическом партнерстве между Европейским союзом и Бразилией Европейский парламент
- Партнерство для эффективной многосторонности: отношения ЕС с Бразилией, Китаем, Индией и Россией Документ Шайо № 109, июнь 2008 г., Институт исследований безопасности Европейского Союза.